# Martin Fleig
Martin Fleig (født 15. oktober 1989) er en tysk mandlig funktionshæmmet langrendsskiløber og skiskytter. Han havde sin paralympiske debut ved vinter-PL 2014, der blev afholdt i Sochi, Rusland. Martin deltog ved vinter-PL 2018, hans anden på hinanden følgende vinter-PL begivenhed og hævdede sin første paralympiske medalje i en skiskydningskonkurrence.